# 白川ゆり
白川 ゆり（しらかわ ゆり、1970年1月11日 - ）は、日本のAV女優。

## 略歴・人物
2009年8月にAVデビューした熟女系AV女優である。趣味、特技はガーデニング、料理。

## 出演作品

### アダルトビデオ
2009年
- きれいな人妻 （8月28日、アリスJAPAN） ※デビュー作
- 癒らしい家政婦さん （9月15日、スターパラダイス）…オムニバス作品 他出演:藤森綾子、三枝景子
- オナホール訪問販売員のおばさん 4 （9月20日、ネクストイレブン）…オムニバス作品 他出演:町村小夜子、沙希、黒木沙緒理、高倉ゆきの、篠原ちあき、三枝景子
- この熟女いやらしい! 今日だけはいいの… お願い、私の中の女を愛して! （9月21日、アテナ映像）…オムニバス作品 他出演:咲月みゆ、弓削亜弓
- 続 友達の母親 （9月24日、センタービレッジ）
- 美人妻オイルマッサージエステ （9月25日、アリスJAPAN）
- 熟女ヒロイン 22 （9月25日、GIGA）
- 人妻の裏情事 （10月16日、Nadeshiko）…オムニバス作品 他出演:川上ゆう、藤原絵理香、大隅恵令奈、小野理菜
- 人妻女優・白川ゆりが、独身男性のお世話します。 （10月23日、アリスJAPAN）
- 誰か、私を抱いて下さい。 （11月1日、ヴィーナス）
- 美熟女近親中出し姦 （11月7日、ルビー）
- 友人の母 （11月13日、溜池ゴロー）
- フェラコレ 熟女編 9 （11月15日、隼エージェンシー）…オムニバス作品 他出演:愛勇希、鮎川みさと、伊吹稟、夏川ひなり、外山琴美、岩淵香奈枝、橘いずみ、金森美奈、笹川成美、糸谷多絵、春川あや、初音かほ、小橋沙良、小野理菜、小林里穂、松島るり、城内ヒカル、常盤あすか、神谷みさと、瀬戸珠美、星優乃、西岡まき、倉木さゆり、大隈恵令奈、大塚美雪、中森玲子、浅倉彩音、藤原絵理香、南ありさ、南つかさ、八木寛子、桧山すず、平澤藤子、北沢ひとみ、堀田明美、野原もえ、柳田やよい、有沢実紗
- 管理人のおばさん （11月15日、スターパラダイス）…オムニバス作品 他出演:藤森綾子、三枝景子
- 奥様欲情日記 ねぇ、私のことが欲しい? 主人には絶対内緒よ… （11月21日、アテナ映像）…オムニバス作品 他出演:鮎川みさと、さくらい葉菜、森加那
- 息子の友人を犯す淫母 （11月25日、ジャネス）
- 友達のお義母さんと犯りたい! 2 （12月1日、エマニエル）
- 熟女温泉中出し羞恥旅 第2章 （12月5日、ジャネス）
- 熟した女のふたなりな関係 6 （12月25日、ジャネス）共演:石川さとこ

2010年
- お隣さんは変態人妻 （1月7日、マドンナ）
- 熟尻騎乗 尻で抜け! （1月9日、ルビー）…オムニバス作品 他出演:滝川絵理子、浜崎真実
- ドS熟女に責め続けられたM男 2 （1月20日、未来・フューチャー）共演:石川さとこ
- 近親相姦 失禁おもらし義母 4 （2月1日、エマニエル）
- 気持ち良過ぎて大量潮吹き!絶頂失禁!おもらしする女!! 2 （2月10日、ジャネス）
- こだわりの手コキ 人妻編 6 （2月25日、隼エージェンシー）…オムニバス作品 他出演:鮎川みさと、伊吹稟、大塚美雪、有沢実紗、川上ゆう、瀬戸珠美、橘いずみ、南つかさ、野原もえ、愛勇希、笹川成美、初音かほ、小橋沙良、藤原絵理香、平澤藤子、夏川ひなり、金森美奈、高原千夏、浅田博美、朝倉麗、外山琴美、岩淵香奈枝、弓削亜弓、山科茜、糸谷多絵、春川あや、小野理菜、小林里穂、城内ヒカル、神谷みさと、星優乃、西岡まき、倉木さゆり、大隈恵令奈、浅倉彩音、八木寛子、堀田明美、柳田やよい、南ありさ
- 義母の裸エプロン （3月15日、スターパラダイス）…オムニバス作品 他出演:虹野加奈、宮村ゆうこ
- 淫毛 熟女の恥毛と牡の精液が戯れて （3月19日、AVS）共演:大河内奈美
- オナホール訪問販売員のおばさん 7 （3月20日、ネクストイレブン）…オムニバス作品 他出演:風口直美、白鳥聖子、宮村ゆうこ、虹野加奈、浅野静香、松島ゆり子、黒崎いずみ
- 妄想狂な奥様のエアセックス （3月25日、アロマ企画）…オムニバス作品 他出演:杉本蘭、上原優
- 友達の綺麗なお母さんに中出し （3月26日、Nadeshiko）共演:青山菫
- 義母の淫らな折檻 2 （3月27日、ドリームステージエンタテインメント）
- ふたなりお母さん （4月2日、虎堂）
- 前から気になる 隣のプリ尻奥さん （4月15日、スターパラダイス）…オムニバス作品 他出演:瀬名泉、浅井舞香
- 淫らな熟女に亀頭を弄られたい （4月16日、虎堂）…オムニバス作品 他出演:立花みずき、松本あやの、美咲りん、沙希
- 顔面騎乗 尻コキでいかされた僕 （4月25日、ジャネス）…オムニバス作品 他出演:高島恭子、明石洋子、加賀雅、山口智美、藤森綾子
- 喉マ○コで尺られ丸呑みされちゃった僕 （5月5日、ジャネス）…オムニバス作品 他出演:佐伯まな、篠崎かおる、藤森綾子、浅倉彩音、城エレン
- 超美人なモデルのアラフォー人妻(41歳)で アナタも抜いてみませんか? （5月19日、ジェントルマン）

2014年
- 熟れ尻おばさんのチ○ポ騎乗4時間（1月25日、Yellow Moon）他出演:富永ひろ美、朝比奈瑠依、滝川絵理子、浜崎真実、黒木唯香、立木ゆりあ
- ドリームステージ 若妻セレクション 6（3月14日、ドリームステージ）他出演:門田まつり、大谷佳香、平山薫、真白希実、愛川ヒカル、愛原さつき、水原薫子、永野愛実、まどか愛、松嶋友里恵、望月マリア、菅野礼奈、北条麻妃、宮崎良美、美神さゆり、西野エリカ、真中いずみ、新尾きり子、高島小百合、若尾玲奈、神崎レオナ
- 背後から金○いじり揉みながら間近でセンズリ鑑賞してくれる美熟女 DX3時間30分（3月15日、ジャネス） 他出演:華山美玲、羽鳥澄香、七瀬ゆい、美原咲子、伊織涼子、雨宮真貴、木村真子、蒼乃幸恵、真矢涼子
- お義母さん 完全盤6枚組（8月20日、STAR PARADISE ）他出演:岡田京子、五月峰子、真矢志穂、三咲恭子、菊川麻里、姫野まみ、小池絵美子、城エレン

## 外部サイト
※以下は、18禁サイト
- アリスJAPAN 女優詳細 白川ゆり